# Type O Negative
Type O Negative var et gothic-doom metal-band som blev dannet i 1990 i Brooklyn, New York. Bandet gjorde sig især bemærket som pionerer indenfor den tidlige opstart af gothic-doom metal. Som tilføjelse til dette har bandet altid balanceret med en variation af ikke-goth inspirationer som The Beatles, (hvor de nogle gange i spøg henviser til dem selv som "The Drab Four"). Trods deres dramatiske sangtekster med fokus på sex, romantik, depression og døden er Type O Negative også kendt for deres uærbødige og selvmisbilligende form for humor. Deres popularitet voksede i 1993 med udgivelsen af albummet Bloody Kisses, der indeholdt hitsene "Christian Woman" og "Black No. 1 (Little Miss Scare-All)". Der seneste album var Dead Again, der blev udgivet i 2007.
Bandet blev opløst i 2010 efter Peter Steeles død.

## Medlemmer

### Nuværende
- Josh Silver – Keyboard, programmering, bagvokal
- Kenny Hickey – Lead og rytmeguitar, bagvokal
- Johnny Kelly – Trommer, percussion, bagvokal

### Tidligere medlemmer
- Sal Abruscato – Trommer, percussion, bagvokal (1989–1993)
- Peter Steele – Vokal, bas, guitar, keyboard (1989-2010)

## Diskografi
- Slow Deep and Hard (1991)
- The Origin of the Feces (1992)
- Bloody Kisses (1993)
- October Rust (1996)
- World Coming Down (1999)
- Least Worst Of (2000 – opsamlingsalbum)
- Life Is Killing Me (2003)
- Dead Again (2007)